# Michael Fortescue
Michael Fortescue   (Thornbury, 8 d'agost de 1946) és un lingüista que ha estudiat les llengües natives de l'Àrtida i Amèrica del Nord, especialment les llengües esquimoaleutianes, el txuktxi i el nitinaht, una llengua wakash.

## Carrera professional
Es va graduar en Llengua i Literatura Eslava el 1966 en la Universitat de Califòrnia. Va obtenir el doctorat en Lingüística el 1978, en la Universitat d'Edimburg. Des de 1978 va treballar en el Departament d'Esquimologia de la Universitat de Copenhaguen, on actualment és professor de Lingüística General. Des de 2006 és president del Cercle de Lingüística de Copenhaguen. El Diccionari Comparatiu Esquimal, del qual és coautor amb Steven Jacobson i Lawrence Kaplan, és una obra emblemàtica igual que el Diccionari Comparatiu Txukotko-Kamtxatka. El 1998 exposà i argumentà la seva hipòtesi per a integrar les llengües esquimoaleutianrs, iukaguir i uralianes en una gran família uralo-siberiana i va fer una primera demostració de les relacions entre el ket i les llengües na-dené.
En 2001 va escriure un llibre sobre la "Lingüística Whiteheadiana", en què explora les possibilitats d'una teoria lingüística basada en les teories filosòfiques d'Alfred North Whitehead.

## Obres principals
- 1984. Some Problems Concerning the Correlation and Reconstruction of Eskimo and Aleut Mood Markers. Institut for Eskimologi, Københavns Universitet.
- 1990. From the Writings of the Greenlanders: Kalaallit Atuakklaannit. University of Alaska Press.
- 1991. Inuktun: An Introduction to the Language of Qaanaaq, Thule. Institut for eskimologis skriftrække, Københavns Universitet.
- 1992. Editor. Layered Structure and Reference in a Functional Perspective. John Benjamins Publishing Co.
- 1994. With Steven Jacobson and Lawrence Kaplan. Comparative Eskimo Dictionary with Aleut Cognates. Alaska Native Language Center.
- 1998. Language Relations across Bering Strait: Reappraising the Archaeological and Linguistic Evidence. Londres i Nova York: Cassell.
- 2001. Pattern and Process: A Whiteheadian Perspective on Linguistics. John Benjamins Publishing Co.
- 2002. The Domain of Language. Copenhagen: Museum Tusculanum Press.
- 2005. Comparative Chukotko-Kamchatkan Dictionary. Berlin: Walter de Gruyter.